# Rotsjön, Uppland
Rotsjön är en sjö i Norrtälje kommun i Uppland och ingår i Åkerströms huvudavrinningsområde. Sjöns area är 0,039 kvadratkilometer och den befinner sig 33 meter över havet.